# Convento Sainte-Marie de La Tourette
O convento Sainte-Marie de La Tourette é um convento dominicano localizado em Éveux, na França.

## História
O edifício foi projetado pelo arquiteto Le Corbusier e é considerado sua última grande obra em território francês. Inaugurado em 19 de outubro de 1960, tornou-se Monumento Histórico em dezembro de 1979 e foi inscrito como Patrimônio Mundial da UNESCO em 2016.
O filme Batismo de Sangue (2007) é dirigido por Helvécio Ratton e tem Caio Blat no papel de Frei Tito, frade dominicano brasileiro, cujos últimos dias se passam em La Tourette. Em junho de 1970 Frei Tito foi exilado para a França e acolhido no convento "Saint-Marie de La Tourette". Atormentado por visões de seus torturadores em São Paulo, que ele julgava ainda persegui-lo no interior do convento, suicida-se, em 10 de agosto de 1974. A obra de Le Corbusier, tão bela como todo seu trabalho no Brasil, foi a última visão de Tito em La Tourette.